# ATI-Radeon-X1000-Serie

Das Logo der X1800-Serie

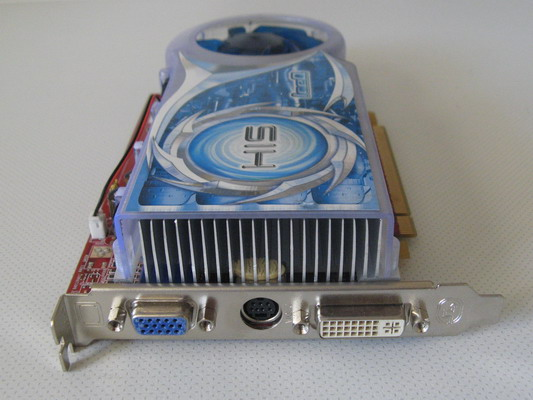
HIS Radeon X1600 Pro

Die Radeon-X1000-Serie ist eine Serie von Desktop-Grafikchips der Firma AMD (früher ATI Technologies) und Nachfolger der ATI-Radeon-X-Serie. Sie ist damit die fünfte Generation der Grafikprozessoren mit dem Namen ATI Radeon. Abgelöst wurde sie von der Radeon-HD-2000-Serie.

## Grafikprozessoren

### Quads
Die verwendeten Grafikchips bestehen aus sogenannten „Quads“. Damit wird hauptsächlich die Anzahl der verwendeten Rendering-Pipelines und die damit verbundenen Pixelshader gekennzeichnet, aber auch die Anzahl an VPUs ist davon abhängig. Dabei ist nur die Anzahl der Rendering-Pipelines pro Quad innerhalb der Radeon-X1-Serie mit vier Stück genau festzustellen, bei der Anzahl der anderen Einheiten gab es  Entwicklungen. So sind bei den Grafikprozessoren mit einer Codezahl von 520 und kleiner tendenziell weniger Pixelshader pro Quad vorhanden (lediglich vier), während es bei Prozessoren mit höheren Codezahlen zwölf sind. Die Anzahl an VPUs ist dagegen bei neueren Versionen gesunken.

### Grafikprozessoren

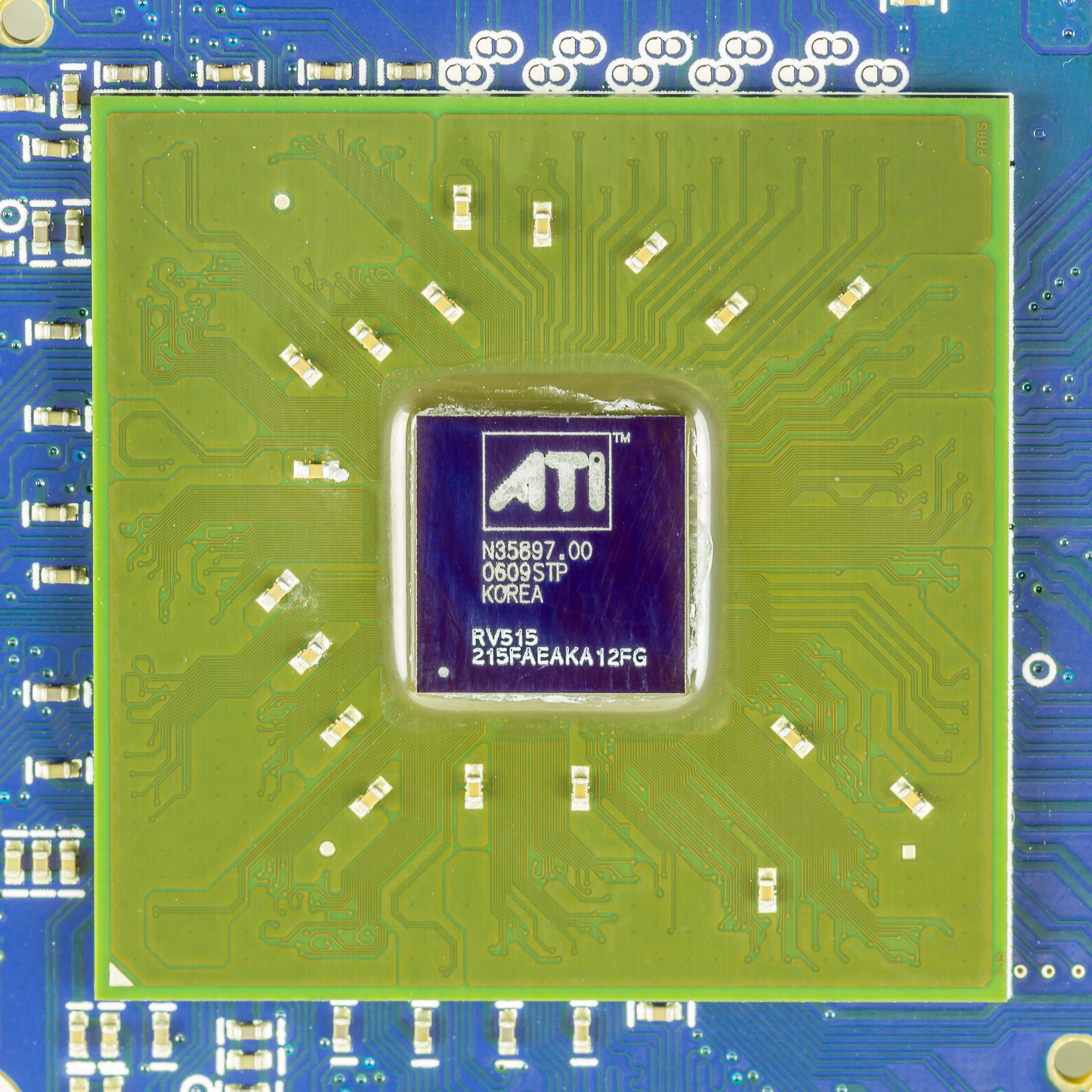
RV515

Innerhalb der Radeon-X1-Serie kommen unterschiedliche Grafikprozessoren zum Einsatz, die sich hinsichtlich der Fertigungstechnik und der 3D-Fähigkeiten unterscheiden. Mit Ausnahme des RV370 beherrschen alle Grafikprozessoren Pixel-Shader 3.0 und DirectX 9.0c.
| Grafik- chip | Fertigung | Fertigung      | Fertigung   | Render-Pipelines | Render-Pipelines  | Render-Pipelines | DirectX/ OpenGL- Version | Schnitt- stelle |
| Grafik- chip | Prozess   | Transi- storen | Die- Fläche | Quad- Anzahl     | Pipes × TMU × VPU | Pixel- shader    | DirectX/ OpenGL- Version | Schnitt- stelle |
| ------------ | --------- | -------------- | ----------- | ---------------- | ----------------- | ---------------- | ------------------------ | --------------- |
| RV370        | 110 nm    | 075 Mio.       | 74 mm²      | 1 Quad           | 04 × 1 × 2        | 04               | 9.0b / 2.0               | PCIe            |
| RV515        | 090 nm    | 105 Mio.       | 100 mm²     | 1 Quad           | 04 × 1 × 2        | 04               | 9.0c / 2.0               | PCIe            |
| RV516        | 080 nm    | 105 Mio.       | 100 mm²     | 1 Quad           | 04 × 1 × 2        | 04               | 9.0c / 2.0               | PCIe            |
| R520         | 090 nm    | 321 Mio.       | 288 mm²     | 4 Quads          | 16 × 1 × 12       | 16               | 9.0c / 2.0               | PCIe            |
| RV530        | 090 nm    | 157 Mio.       | 150 mm²     | 1 Quad           | 04 × 1 × 5        | 12               | 9.0c / 2.0               | PCIe            |
| RV535        | 080 nm    | 157 Mio.       | 131 mm²     | 1 Quad           | 04 × 1 × 5        | 12               | 9.0c / 2.0               | PCIe            |
| RV570        | 080 nm    | 330 Mio.       | 230 mm²     | 3 Quads          | 12 × 1 × 8        | 36               | 9.0c / 2.0               | PCIe            |
| R580         | 090 nm    | 384 Mio.       | 352 mm²     | 4 Quads          | 16 × 1 × 8        | 48               | 9.0c / 2.0               | PCIe            |
| R580+        | 090 nm    | 384 Mio.       | 352 mm²     | 4 Quads          | 16 × 1 × 8        | 48               | 9.0c / 2.0               | PCIe            |

## Namensgebung
Alle Grafikchips werden mit einer fünfstelligen Buchstaben-Nummern-Kombination bezeichnet, die generell mit einem „X1“ (für Radeon-X1000-Serie) beginnt. Die zweite Ziffer teilt dann die Familie in verschiedene Marktsegmente auf. Die dritte und vierte Ziffer dienen zu einer weiteren Diversifizierung. Weiterhin sind diese Modelle nochmals in verschiedene Varianten unterteilt. Diese werden mit einem entsprechenden Kürzel hinter der Modellnummer gekennzeichnet, was zu einer insgesamt sehr großen Vielfalt von Modellbezeichnungen führt.
Aufteilung:
- X10xx / X13xx / X15xx: Low-Cost
- X16xx: Mainstream
- X18xx / X19xx: High-End

Buchstabenkürzel:
- GT – Budgetversion eines Chips mit deaktivierten Quads
- [kein Suffix] – „Standard“-Version, das schwächste Modell im Low-End-Segment
- Pro – Budgetversion eines Chips, stärker als die „Standard“-Version
- GTO – Chip im High-End-Segment, ein Quad deaktiviert, leistungsfähigere Pro-Version
- XL – Leistungsfähigerer Chip im High-End-Segment, alle Quads sind aktiviert, leistungsschwächere XT-Version
- XT – Leistungsfähigerer Chip in allen Segmenten, alle Quads sind aktiviert
- XTX – Der leistungsfähigste Einkernchip im High-End-Segment
- Pro Dual – Modell mit zwei Grafikchips auf einer Karte (nur im High-End-Segment)

Weitere Kürzel wie „RX“, „GTO2“, „XXL“, „Ultimate“, „IceQ“, „Silentpipe“ oder „Performance Edition“ sind keine offiziellen Bezeichnungen von AMD (früher ATI), sondern Marketingnamen einzelner Grafikkartenhersteller, mit denen auf besondere Eigenschaften hingewiesen werden soll.

## Modelldaten
| Modell                | Offizieller Launch | Grafikprozessor (GPU) | Grafikprozessor (GPU) | Grafikprozessor (GPU) | Grafikspeicher | Grafikspeicher | Grafikspeicher | Grafikspeicher      | TDP in Watt |
| Modell                | Offizieller Launch | Typ                   | Aktivierte Quads      | Takt in MHz           | Größe in MB    | Takt in MHz    | Typ            | Speicher- interface | TDP in Watt |
| --------------------- | ------------------ | --------------------- | --------------------- | --------------------- | -------------- | -------------- | -------------- | ------------------- | ----------- |
| Radeon X1050          | Jan. 2007          | RV370                 | 1 Quad                | 400                   | 128 256        | 200            | DDR            | 128 Bit             | k. A.       |
| Radeon X1050          | Jan. 2007          | RV370                 | 1 Quad                | 400                   | 128 256        | 333            | DDR2           | 128 Bit             | k. A.       |
| Radeon X1200          | siehe Text         | siehe Text            | siehe Text            | siehe Text            | siehe Text     | siehe Text     | siehe Text     | siehe Text          | siehe Text  |
| Radeon X1250          | siehe Text         | siehe Text            | siehe Text            | siehe Text            | siehe Text     | siehe Text     | siehe Text     | siehe Text          | siehe Text  |
| Radeon X1300          | 5. Okt. 2005       | RV515 RV516           | 1 Quad                | 450                   | 128 256 512    | 200            | DDR            | 128 Bit             | k. A.       |
| Radeon X1300          | 5. Okt. 2005       | RV515 RV516           | 1 Quad                | 450                   | 128 256 512    | 250            | DDR2           | 128 Bit             | k. A.       |
| Radeon X1300 Pro      | 5. Okt. 2005       | RV515 RV516           | 1 Quad                | 600                   | 256            | 400            | DDR2 GDDR3     | 128 Bit             | k. A.       |
| Radeon X1300 XT       | 5. Okt. 2005       | RV530 RV535           | 1 Quad                | 500                   | 128 256 512    | 400            | GDDR3          | 128 Bit             | k. A.       |
| Radeon X1550          | Jan. 2007          | RV516                 | 1 Quad                | 550                   | 128 256 512    | 400            | DDR2 GDDR3     | 128 Bit             | 27          |
| Radeon X1600 Pro      | 5. Okt. 2005       | RV530                 | 1 Quad                | 500                   | 128 256 512    | 400            | GDDR3          | 128 Bit             | k. A.       |
| Radeon X1600 XT       | 5. Okt. 2005       | RV530                 | 1 Quad                | 590                   | 256            | 690            | GDDR3          | 128 Bit             | k. A.       |
| Radeon X1650          | Sep. 2006          | RV535                 | 1 Quad                | 500                   | 128 256 512    | 400            | DDR DDR2 GDDR3 | 128 Bit             | k. A.       |
| Radeon X1650 Pro      | Sep. 2006          | RV535                 | 1 Quad                | 600                   | 256 512        | 700            | GDDR3          | 128 Bit             | k. A.       |
| Radeon X1650 XT       | Sep. 2006          | RV570                 | 2 Quads               | 575                   | 256            | 675            | GDDR3          | 128 Bit             | k. A.       |
| Radeon X1800 GTO      | 9. Mrz. 2006       | R520                  | 3 Quads               | 500                   | 256 512        | 500            | GDDR3          | 256 Bit             | k. A.       |
| Radeon X1800 XL       | 5. Okt. 2005       | R520                  | 4 Quads               | 500                   | 256            | 500            | GDDR3          | 256 Bit             | 70          |
| Radeon X1800 XT       | 5. Okt. 2005       | R520                  | 4 Quads               | 625                   | 512            | 750            | GDDR3          | 256 Bit             | 113         |
| Radeon X1800 XT PE    | 5. Okt. 2005       | R520                  | 4 Quads               | 700                   | 512            | 800            | GDDR3          | 256 Bit             | 113         |
| Radeon X1900 GT       | 12. Mai 2006       | R580                  | 3 Quads               | 512                   | 256            | 600            | GDDR3          | 256 Bit             | k. A.       |
| Radeon X1900 GT       | 12. Mai 2006       | R580                  | 3 Quads               | 575                   | 256            | 660            | GDDR3          | 256 Bit             | k. A.       |
| Radeon X1900 XT       | 24. Jan. 2006      | R580                  | 4 Quads               | 625                   | 256 512        | 725            | GDDR3          | 256 Bit             | 135         |
| Radeon X1900 XTX      | 24. Jan. 2006      | R580                  | 4 Quads               | 650                   | 512            | 775            | GDDR3          | 256 Bit             | 135         |
| Radeon X1950 GT       | Jan. 2007          | RV570                 | 3 Quads               | 500                   | 256 512        | 600            | GDDR3          | 256 Bit             | 76          |
| Radeon X1950 Pro      | 17. Okt. 2006      | RV570                 | 3 Quads               | 575                   | 256 512        | 690            | GDDR3          | 256 Bit             | 76          |
| Radeon X1950 XT       | 17. Okt. 2006      | R580+                 | 4 Quads               | 625                   | 256 512        | 900            | GDDR3          | 256 Bit             | 135         |
| Radeon X1950 XTX      | 23. Aug. 2006      | R580+                 | 4 Quads               | 650                   | 512            | 1000           | GDDR4          | 256 Bit             | 135         |
| Radeon X1950 Pro Dual | Mai 2007           | 2× RV570              | 2× 3 Quads            | 580                   | 2× 512         | 700            | GDDR3          | 256 Bit             | k. A.       |

Hinweise:

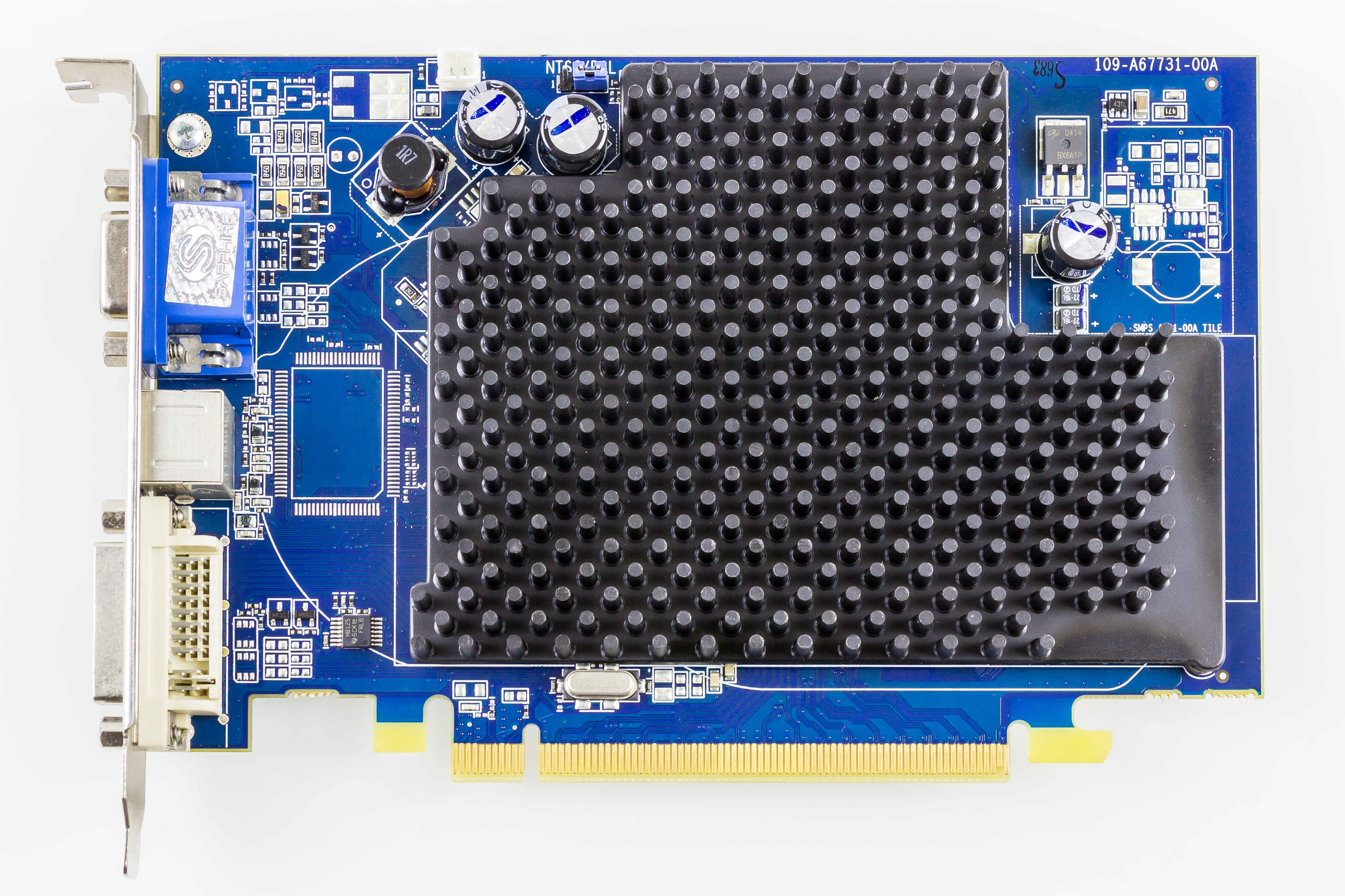
ATI Radeon X1300

- Die angegebenen Taktraten sind die von AMD empfohlenen oder festgelegten. Allerdings liegt die finale Festlegung der Taktraten in den Händen der jeweiligen Grafikkarten-Hersteller. Daher ist es durchaus möglich, dass es Grafikkarten-Modelle gibt oder geben wird, die abweichende Taktraten besitzen.
- Auch obliegt es den Herstellern, ob die finale Grafikkarte einen PCIe- oder einen AGP-Anschluss aufweist, denn GPUs mit nativer PCIe-Schnittstelle lassen sich mit Hilfe eines Brückenchips auch für AGP-Grafikkarten nutzen.

### Leistungsdaten
Für die jeweiligen Modelle ergeben sich folgende theoretische Leistungsdaten:
| Modell             | Grafikprozessor/-speicher             | Grafikprozessor/-speicher | Grafikprozessor/-speicher | Grafikprozessor/-speicher         |
| Modell             | Theoretische Rechenleistung in GFlops | Pixelfüllrate in MPixel/s | Texelfüllrate in MT/s     | Daten- übertragungs- rate in GB/s |
| ------------------ | ------------------------------------- | ------------------------- | ------------------------- | --------------------------------- |
| Radeon X1050       | 019                                   | 01600                     | 01600                     | 06,4                              |
| Radeon X1050       | 019                                   | 01600                     | 01600                     | 10,7                              |
| Radeon X1300       | 022                                   | 01800                     | 01800                     | 06,4                              |
| Radeon X1300       | 022                                   | 01800                     | 01800                     | 08,0                              |
| Radeon X1300 Pro   | 029                                   | 02400                     | 02400                     | 12,8                              |
| Radeon X1300 XT    | 072                                   | 02000                     | 02000                     | 12,8                              |
| Radeon X1550       | 026                                   | 02200                     | 02200                     | 12,8                              |
| Radeon X1600 Pro   | 072                                   | 02000                     | 02000                     | 12,8                              |
| Radeon X1600 XT    | 085                                   | 02360                     | 02360                     | 22,1                              |
| Radeon X1650       | 072                                   | 02000                     | 02000                     | 12,8                              |
| Radeon X1650 Pro   | 086                                   | 02400                     | 02400                     | 22,1                              |
| Radeon X1650 XT    | 166                                   | 04600                     | 04600                     | 21,6                              |
| Radeon X1800 GTO   | 072                                   | 06000                     | 06000                     | 32,0                              |
| Radeon X1800 XL    | 096                                   | 08000                     | 08000                     | 32,0                              |
| Radeon X1800 XT    | 120                                   | 10000                     | 10000                     | 48,0                              |
| Radeon X1800 XT PE | 134                                   | 11200                     | 11200                     | 51,2                              |
| Radeon X1900 GT    | 248                                   | 06144                     | 06144                     | 38,4                              |
| Radeon X1900 GT    | 248                                   | 06900                     | 06900                     | 42,2                              |
| Radeon X1900 XT    | 360                                   | 10000                     | 10000                     | 46,4                              |
| Radeon X1900 XTX   | 374                                   | 10400                     | 10400                     | 49,6                              |
| Radeon X1950 GT    | 216                                   | 06000                     | 06000                     | 38,4                              |
| Radeon X1950 Pro   | 248                                   | 06900                     | 06900                     | 44,2                              |
| Radeon X1950 XT    | 360                                   | 10000                     | 10000                     | 57,6                              |
| Radeon X1950 XTX   | 374                                   | 10400                     | 10400                     | 64,0                              |

## Folding@home
Grafikprozessoren der ATI-Radeon-X1600, X1800 und X1900-Serien konnten auch für Rechenaufgaben des Projekts Folding@home genutzt werden und übertrafen dabei die Leistung damals aktueller x86-Prozessoren um ein Vielfaches. Anfang Juni 2008 ist dieser DirectX-basierte Client allerdings eingestellt worden; die aktuelle Version nutzt nun die CAL-Schnittstelle, wodurch die Unterstützung für die ATI-Radeon-X1-Serie wegfiel, dafür die HD-2000-, HD-3000- und HD-4000-Serien unterstützt werden.

## ATI-Radeon-X1000 als IGP
Zwei integrierte Grafikeinheiten, die AMD in eigenen Chipsätzen verbaut, werden unter den Namen ATI Radeon Xpress X1200 und ATI Radeon Xpress X1250 vermarktet und basieren auf der ATI Radeon X700.